# 士巴丹拿道

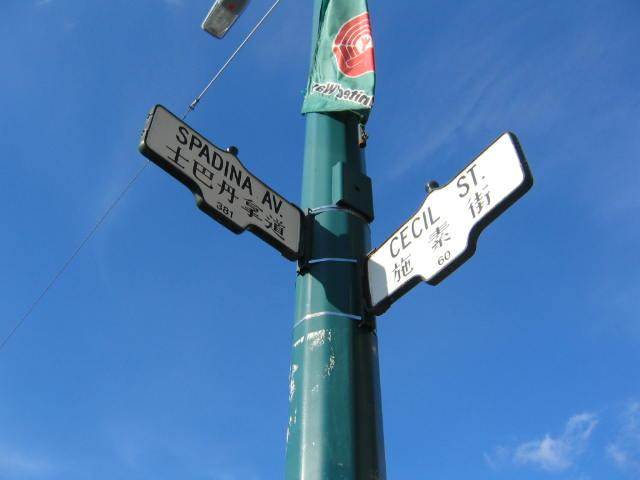
多倫多中區華埠士巴丹拿道與施素街交界處的英中雙語路牌

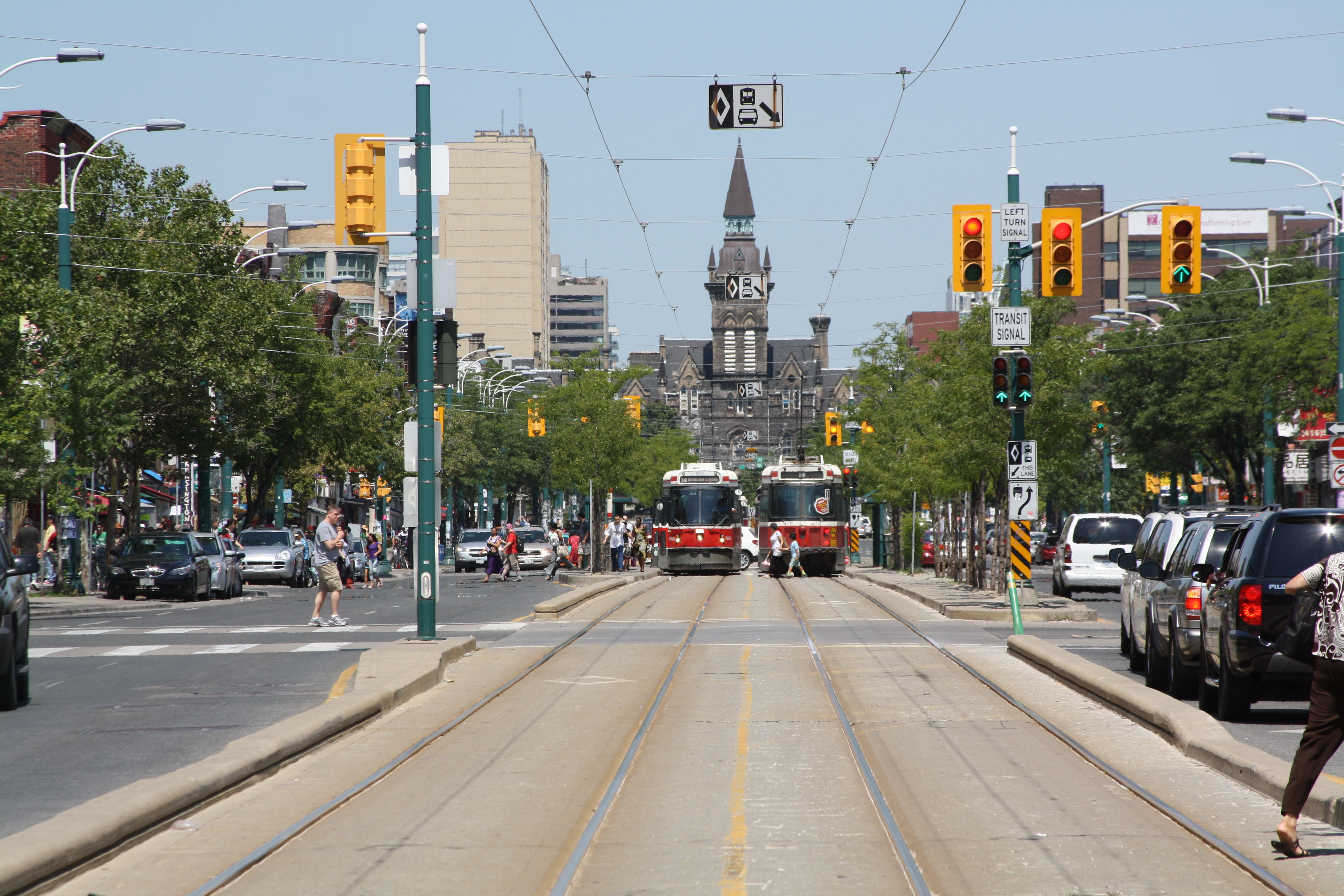
士巴丹拿道上的路面電車專線

士巴丹拿道（英語：Lower Spadina Avenue）是加拿大安大略省多倫多市中心一條南北向主要街道，南起嘉甸拿快速公路，北至布魯亞街。介乎嘉甸拿快速公路與安大略湖湖濱的路段正式名稱為下士巴丹拿道，而布魯亞街以北路段的正式名稱則為士巴丹拿路（Spadina Road）。

## 歷史
介乎皇后西街和布魯亞街的一段士巴丹拿道是由該帶的地主威廉·寶雲（William Baldwin）於1820年劃下，寬度為160英尺，較區內其他街道寬闊。道路名稱來自奧傑布瓦語詞彙「ishpadinaa」，意即小山丘。
士巴丹拿道於20世紀初期為市內猶太人的熱門聚居地點，但隨著猶太裔居民在該世紀50年代末陸續離開該區並遷往巴佛士街一帶，區內有大量房屋騰空。與此同時，多倫多市政府在舊中區華埠的南部徵地興建新市政廳和彌敦菲臘廣場，令不少華裔居民和商戶向西遷往士巴丹拿道與登打士西街的交界處一帶，令該處發展成多倫多的新中區華埠。
路面電車服務於1891年伸延至士巴丹拿道；該條路線的大部分服務於1948年終結，餘下服務則於1966年結束，此後沿線公共交通服務由多倫多公車局（TTC）營運的77號巴士線提供。TTC後於20世紀90年代在士巴丹拿道修建來回方向電車專線；專線於1997年竣工後，TTC開辦連接士巴丹拿地鐵站和聯合車站的510號電車線，取代了77號巴士線，並標誌著電車服務重返士巴丹拿道。

## 外部連結
- 维基共享资源上的相關多媒體資源：士巴丹拿道